# Munkatárgy
A munkatárgy a munkafolyamat, illetve a termelési eszközök egyik eleme, az az objektum, amire az emberi munka irányul, amit munkaeszközeivel átalakít.

## A fogalom tartalma
A munkatudomány szerint a munka tárgya az, ami termelési folyamat során megváltozik. A munkatárgyakhoz tartoznak a nyersanyagok, a segédanyagok, a üzemanyagok, a félkész vagy köztes termékek, de szélesebb értelemben az energia és az információ is. A munkatárgyak a munkafolyamat során térben és időben kölcsönhatásba kerülnek a munkaerővel, az energiával és az információval.
A munkatárgy lehet természeti tárgy, amit az emberi munka még nem alakított át, mint a szűzföld, az erdőben álló fa. Amennyiben a munka tárgyát már korábbi emberi tevékenység átalakította, nyersanyagról beszélünk. A munkatárgy lehet alapanyag vagy segédanyag.
A tüzelő- vagy energiaszolgáltató anyagok a segédanyagokhoz tartoznak, de jelentőségük miatt általában külön kiemelve kezelik őket.

## Forrás
- ↑ Közgazdasági kislex: Földes István (főszerk): Közgazdasági kislexikon. Budapest: Kossuth. 1968.